# Podgoria
Podgoria is een Roemeense gemeente in het district Buzău.
Podgoria telt 3269 inwoners.